# Aircel Chennai Open 2012
L'Aircel Chennai Open 2012 è stato un torneo di tennis giocato sul cemento. È stata la 17ª edizione del torneo che fa parte dell'ATP World Tour 250 series nell'ambito dell'ATP World Tour 2012. Si è giocato nell'impianto di SDAT Tennis Stadium di Chennai, nella regione del Tamil Nadu in India, dal 2 all'8 gennaio 2012.

## Partecipanti

### Teste di serie
| Nazionalità | Giocatore        | Ranking | Testa di serie* |
| ----------- | ---------------- | ------- | --------------- |
| Serbia      | Janko Tipsarević | 9       | 1               |
| Spagna      | Nicolás Almagro  | 10      | 2               |
| Svizzera    | Stan Wawrinka    | 17      | 3               |
| Canada      | Milos Raonic     | 31      | 4               |
| Croazia     | Ivan Dodig       | 36      | 5               |
| Italia      | Fabio Fognini    | 48      | 6               |
| Belgio      | Xavier Malisse   | 49      | 7               |
| Belgio      | Olivier Rochus   | 67      | 8               |

* Le teste di serie sono basate sul ranking al 26 dicembre 2011.

### Altri partecipanti
I seguenti giocatori hanno ricevuto una wildcard per il tabellone principale:
- Yuki Bhambri
- Vishnu Vardhan
- David Goffin

I seguenti giocatori sono passati dalle qualificazioni:

- Yūichi Sugita
- Gō Soeda
- Thiemo de Bakker
- Vasek Pospisil

Qualificati tramite lucky loser:
- Édouard Roger-Vasselin

## Punti e montepremi
Il montepremi complessivo è di 398.250 $.
| Torneo    | Torneo              | V      | F      | SF     | QF     | 2T    | 1T    | Q  | Q3  | Q2  | Q1 |
| Singolare | Punti               | 250    | 150    | 90     | 45     | 20    | 0     | 12 | 6   | 0   | 0  |
| Singolare | Premi in denaro ($) | 71.900 | 37.860 | 20.510 | 11.685 | 6.885 | 4.080 | –  | 660 | 315 | 0  |
| Doppio    | Punti               | 250    | 150    | 90     | 45     | 0     | –     | –  | –   | –   | –  |
| Doppio    | Premi in denaro ($) | 21.800 | 11.480 | 6.220  | 3.560  | 2.090 | –     | –  | –   | –   | –  |

## Campioni

### Singolare
Milos Raonic ha battuto in finale  Janko Tipsarević per 6(4)–7, 7–6(4), 7–6(4).
- È il 1º titolo dell'anno per Raonic, il 2° in carriera.

### Doppio
Leander Paes /  Janko Tipsarević hanno sconfitto in finale  Jonathan Erlich /  Andy Ram per 6-4, 6-4.